# Luisa Luisi
Luisa Luisi Janicki là một nữ nhà thơ, giáo viên và nhà phê bình văn học người Uruguay, sinh ra ở Paysandú vào ngày 14 tháng 12 năm 1883 và qua đời tại Santa Lucía, vào ngày 10 tháng 4 năm 1940.

## Tiểu sử
Cha cô là Ángel Luisi Pisano, một người Ý đã mang đến Mỹ của ông Masonic ý tưởng tự do. Mẹ cô, María Teresa Josefina Janicki, là một giáo viên và con gái của người Ba Lan lưu vong sống ở Pháp. Cha mẹ cô đến với cặp vợ chồng mới cưới ở Entre Ríos, Argentina, vào năm 1872 và chuyển đến Paysandú, Uruguay, vào năm 1878, trước khi cuối cùng định cư tại Montevideo năm 1887.
Gia tộc Luisi-Janicki là một gia đình công nhân và nhà giáo dục phát triển trong một môi trường kháng chiến và nổi loạn, và có xu hướng suy nghĩ tự do hơn cho thời đại của họ. Sáu cô con gái của họ được giáo dục và một vài người trong số họ theo học các trường đại học, trở thành một trong những phụ nữ chuyên nghiệp đầu tiên ở Uruguay.
Luisa là một sinh viên tập trung, theo học ngành giáo dục tại Học viện Bình thường de Señoritas "María Stagnero de Munar" và tốt nghiệp năm 1903. Cô bắt đầu sự nghiệp của mình với tư cách là một giáo viên trợ lý tại Trường cấp hai của lớp ba, và tiếp tục chỉ đạo Trường thực hành cấp hai và trường ứng dụng. Vẫn còn khá trẻ, cô đã trở thành một nhà văn cho tờ báo La Razón của Montevideo. Cô là một phần của Consejo Nacional de Enseñanza Primaria y Bình thường từ năm 1925 cho đến khi nghỉ hưu vào năm 1929. Cô cũng là một giáo sư người Tây Ban Nha trong Bộ phận Giáo dục Trung học của Phụ nữ và đã dạy môn văn học và hùng biện trong Viện María Stagnero de Munar.
Luisa đã xuất bản bốn bài thơ trong khi cũng viết về văn xuôi với bốn tác phẩm được chỉnh sửa khác chủ yếu dành cho giáo dục. Cô tham gia với tư cách là đại biểu chính thức trong Đại hội Trẻ em, được thành lập tại Buenos Aires vào năm 1916 và chiếm vị trí thư ký trong Bộ Giáo dục của Đại hội Trẻ em lần thứ hai, được tổ chức tại Montevideo ba năm sau đó. Khi về già, cô mắc phải chứng tê liệt không thể hồi phục khiến cô phải sống theo lối sống ít vận động. 